# Hugh N. Kennedy
Hugh Nigel Kennedy (ur. 22 października 1947) – brytyjski historyk mediewista.
Zajmuje się dziejami świata muzułmańskiego w średniowieczu. Od 1997 do 2007 był profesorem wykładającym na katedrze historii bliskowschodniej University of St Andrews, a od 2007 wykłada historię krajów arabskich w SOAS, University of London.

## Publikacje
- 1981, The Early Abbasid Caliphate; a Political History (Barnes and Noble, London and New York).
- 1986, The Prophet and the Age of the Caliphates, 600–1050 (London, Longman)
- 1990, Al-Mansur and al-Mahdi; being an annotated translation of vol. xxix of the History of al-Tabari (Albany, State University of New York Press)
- 1994, Crusader Castles (Cambridge, Cambridge University Press) (ISBN 0-521-42068-7)
- 1996, Muslim Spain and Portugal: a political history of al–Andalus (London, Longman) (ISBN 0-582-299683)
- 2001, The Armies of the Caliphs: military and society in the early Islamic State (London, Routledge) (ISBN 0-415-25092-7)
- 2001, Revised ed. of Crusader Castles (Cambridge, Cambridge University Press) (ISBN 0-521-79913-9)
- 2003, Mongols, Huns and Vikings: Nomads at War (London, Cassell) (ISBN 0-304-35292-6)
- 2004, The Court of the Caliphs (London, Weidenfeld and Nicolson) (ISBN 0-297-83000-7)
- 2006, The Byzantine and Early Islamic Near East (Variorum Collected Studies Series) (Farnham, Ashgate Publishing Limited) (ISBN 0-754-65909-7)
- 2004, Revised ed. of Prophet and the Age of the Caliphates, 600–1050. (London, Longman) (ISBN 0-582-40525-4)
- 2005, When Baghdad Ruled the Muslim World: The Rise and Fall of Islam's Greatest Dynasty (Cambridge, MA, Da Capo Press) (ISBN 0-306-81435-8)
- 2007, The Great Arab Conquests. How the Spread of Islam Changed the World We Live In. (London, Weidenfeld and Nicolson) (ISBN 0-297-84657-4)

## Publikacje w języku polskim
- Dwór kalifów: powstanie i upadek najpotężniejszej dynastii świata muzułmańskiego, przeł. Jolanta Wanda Kozłowska i Joanna Pierzchała, Warszawa: Wydawnictwo Akademickie „Dialog” 2006.
- Wielkie arabskie podboje: jak ekspansja islamu zmieniła świat, przeł. i przypisami opatrzył Mateusz Wilk, Warszawa: Wydawnictwo Naukowe PWN 2011.
- Zamki krzyżowców (ISBN 978-83-65-85525-1), 2017